# Fehérpatak
Fehérpatak (németül: Tauchen) Máriafalva településrésze Ausztriában, Burgenland  tartományban, a Felsőőri járásban.

## Fekvése
Felsőőrtől 11 km-re északra fekszik.

## Története
A települést 1388-ban „Thohun” néven említik először abban az oklevélben, melyben Zsigmond király a borostyánkői uradalmat a Kanizsai családnak adja zálogba. 1392-ben a Kanizsaiak az uradalom tulajdonát is megkapták. Azt ezt hitelesítő oklevélben a település „Thohany” néven szerepel. Ebben az időben az itt átmenő út mentén vámszedőhely működött. A település az idők során csak lassan gyarapodott.
Vályi András szerint  „TAUCHEN. Német falu Vas Várm. földes Ura Gróf Batthyáni Uraság, lakosai katolikusok, fekszik Máriásdorfnak szomszédságában, mellynek filiája; földgye agyagos, homokos, és szoros.”
Fényes Elek szerint  „Taucha, német falu, Vas vmegyében, 12 kath., 210 evang. lak., és oskolával. A borostyánkői urad. tartozik. Ut. p. Kőszeg.”
Vas vármegye monográfiája szerint „ Fehérpatak, 32 házzal és 210 németajkú r. kath. és ág. ev. lakossal. Postája Hamvasd, távírója Felső-Őr. Birtokosa gr. Batthyány Ferencz.”
1880 és 1967 között határában barnaszénbánya működött.
1910-ben 209 német lakosa volt. A trianoni békeszerződésig Vas vármegye Felsőőri járásához tartozott. 1921-ben Ausztria Burgenland tartományának része lett.

## Külső hivatkozások
- Máriafalva hivatalos oldala